# Jānis Cakuls
Jānis Cakuls (* 4. Juli 1926 in Rudzāti, heute: Līvānu novads; † 26. Februar 2022 in Riga) war ein lettischer römisch-katholischer Geistlicher und Weihbischof in Riga.

## Leben
Jānis Cakuls besuchte das Gymnasium in Aglona. Nach dessen Abschluss 1944 wollte er in das Priesterseminar in Riga eintreten. Doch im selben Jahr wurde er zur Armee eingezogen und musste seinen Studienwunsch aufschieben. Am 16. April 1945 wurde er verwundet. 1946 konnte er sein Studium am Theologischen Seminar in Riga aufnehmen. Am 18. September 1949 empfing er durch den Apostolischen Administrator von Liepāja und Weihbischof in Riga, Pēteris Strods, die Priesterweihe. Danach war er Vikar der Pfarrei St. Maria Magdalena in Riga, wo er 1950 Dekan wurde.
Papst Johannes Paul II. ernannte ihn am 9. November 1982 zum Apostolischen Koadjutoradministrator von Riga und Liepāja und Titularbischof von Tinista. Diese Ernennung wurde im sowjetisch besetzten Lettland als ein Zeichen nachlassender Verfolgung der katholischen Kirche durch die sowjetischen Behörden gedeutet.
Der Apostolische Administrator von Riga Julijans Kardinal Vaivods weihte ihn am 11. Dezember desselben Jahres zum Bischof; Mitkonsekratoren waren Kazimirs Duļbinskis, Weihbischof in Riga, und Valerijans Zondaks, Weihbischof in Riga und Liepāja.
Nach dem Tod Julijans Kardinal Vaivods folgte er ihm am 23. Mai 1990 als Apostolischer Administrator von Riga und Liepāja nach. Am 8. Mai 1991 wurde er zum Weihbischof in Riga ernannt. Von seinem Amt trat er am 18. Juni 1993 zurück.
Jānis Cakuls starb im Alter von 95 Jahren am 26. Februar 2022 in Riga.

## Schriften
- Latvijas Katoļu baznīca okupācijas varu jūgā. In: Tadeušs Puisāns (Red.): Okupācijas varu nodarītie postījumi Latvijā 1940–1990. Memento, Stockholm / Daugavas Vanagi, Toronto 2000, ISBN 91-87114-35-6, S. 378–389 (über die Verfolgung der katholischen Kirche im besetzten Lettland, mit einer Namensliste der Opfer).